# William Godfrey
William Godfrey (Liverpool, 25 settembre 1889 – Londra, 22 gennaio 1963) è stato un cardinale e arcivescovo cattolico britannico.

## Biografia
Nacque a Liverpool il 25 settembre 1889 da George Godfrey e Maria Garvey; il padre morì prima che lui nascesse. 
Compì i suoi primi studi in collegio a Durham, quindi a Roma, presso il Collegio Inglese e poi alla Pontificia Università Gregoriana, ove si laureò in filosofia e teologia. Ricevette l'Ordine sacerdotale a Roma nel 1916. Inviato a Liverpool nel 1918, si dedicò dapprima alla pastorale in una parrocchia cittadina e quindi insegnò teologia. Tornò a Roma, venne consacrato vescovo nel 1938 e nominato arcivescovo titolare di Cio e delegato apostolico in Gran Bretagna.
Nel novembre 1953 fu nominato arcivescovo di Liverpool, carica che mantenne fino al 1956, quando venne nominato arcivescovo di Westminster, carica che tenne fino alla morte.
Papa Giovanni XXIII lo elevò al rango di cardinale presbitero nel concistoro del 15 dicembre 1958, con il titolo cardinalizio dei Santi Nereo e Achilleo.
Morì il 22 gennaio 1963 all'età di 73 anni e venne sepolto nella Cattedrale di Westminster.
Durante il suo periodo di cardinalato non vi fu alcun conclave.

## Genealogia episcopale e successione apostolica
La genealogia episcopale è:
- Cardinale Scipione Rebiba
- Cardinale Giulio Antonio Santori
- Cardinale Girolamo Bernerio, O.P.
- Arcivescovo Galeazzo Sanvitale
- Cardinale Ludovico Ludovisi
- Cardinale Luigi Caetani
- Cardinale Ulderico Carpegna
- Cardinale Paluzzo Paluzzi Altieri degli Albertoni
- Papa Benedetto XIII
- Papa Benedetto XIV
- Papa Clemente XIII
- Cardinale Marcantonio Colonna
- Cardinale Giacinto Sigismondo Gerdil, B.
- Cardinale Giulio Maria della Somaglia
- Cardinale Carlo Odescalchi, S.I.
- Cardinale Costantino Patrizi Naro
- Cardinale Lucido Maria Parocchi
- Papa Pio X
- Cardinale Gaetano De Lai
- Cardinale Raffaele Carlo Rossi, O.C.D.
- Cardinale William Godfrey

La successione apostolica è:
- Vescovo Thomas Edward Flynn (1939)
- Vescovo Thomas Leo Parker (1941)
- Vescovo Daniel Joseph Hannon (1941)
- Vescovo Edward Ellis (1944)
- Arcivescovo James Donald Scanlan (1946)
- Vescovo George Brunner (1946)
- Vescovo John Edward Petit (1947)
- Arcivescovo John Aloysius Murphy (1948)
- Vescovo Vincent Billington, M.H.M. (1948)
- Vescovo John Forest Hogan, O.F.M. (1949)
- Vescovo Thomas Bernard Pearson (1949)
- Cardinale John Carmel Heenan (1951)
- Cardinale Gordon Joseph Gray (1951)
- Vescovo Joseph Michael McGee (1952)
- Vescovo David John Cashman (1958)